# 펑샤오강
펑샤오강(중국어 간체자: 冯小刚, 정체자: 馮小剛, 병음: Féng Xiǎogāng, 한자음: 풍소강, 1958년 3월 18일 ~ )은 중국의 영화감독이자 각본가이다.
그는 배우로서의 경력도 꽤 있는데, 주요 작품으로는 '이쪽저쪽'(1997)[주연이자 감독], '햇빛 쏟아지던 날들"(1998)[우정출연], '아버지'(2000)[주연, 각본, 미술], '쿵푸 허슬'(2005)[조연-악어파 보스], '동몽기연'(2005)[조연-유낭한], '경박한 일상'(2007)[조연], '건국대업'(2009)[조연이자 프로듀서], '소걸아:취권의 창시자'(2011)[단역], '노포아'(2015)[주연], '애쉬'(2018)[주연]이 있다.

## 수상내역
- 비즈니스위크 아시아 스타 25인 (2004)
- 제42회 금마장 편집상 (2005)
- 제52회 금마장 남우주연상 (2015)
- 제64회 산세바스티안국제영화제 황금조개상 (2016)

## 작품 목록

### 참여작품(감독, 기획)
- 이쪽저쪽 (1997)
- 올 때까지 기다려 줘 (1999)
- 끝나지 않았어요 (1999)
- 아버지 (2000)
- 한숨 (2000)
- 거장의 장례식 (2001)
- 카라는 한마리의 개 (2003)
- 휴대폰 (2003)
- 천하무적 (2004)
- 야연 (2006)
- 집결호 (2007)
- 쉬즈 더 원 (2008)
- 건국대업 (2009)
- 대지진 (2010)
- 쉬즈 더 원 2 (2010)
- 1942 (2012)
- 개인 맞춤 제작 (2013)
- 나쁜놈은 죽는다 (2015)
- 온리 유 (2015)
- 아부시반금련 (2016)
- 방화 (2016)